# Gerardo Saavedra Mesones
Cruz Gerardo Saavedra Mesones (Motupe, 8 de julio de 1951 - Chiclayo, 4 de septiembre del 2006) fue un policía en retiro, empresario y político peruano. Miembro de Perú Posible, fue congresista de la república por Lambayeque durante 2 periodos. Es conocido por su juramento "por Dios y por la plata" en el año 2000.

## Biografía
Nació en la ciudad de Motupe, ubicado en la provincia de Lambayeque, el 8 de julio de 1951.
Realizó sus estudios primarios en Chiclayo y sus secundarios en diversos colegios entre Chiclayo y Trujillo. Posteriormente ingresó a la Escuela de Oficiales de la Policía Nacional del Perú. Se retiró con el grado de capitán.
Fue empresario agrícola con terrenos en el departamento de Lambayeque y empresario hotelero en el distrito de Pimentel.

## Carrera política
Su carrera política inició en las elecciones generales del año 1990, donde Saavedra postuló al Senado de la República por el partido Somos Libres, sin embargo no resultó elegido. Intentó también ser alcalde del Distrito de Pimentel por el partido Somos Perú en las elecciones municipales de 1998. 

### Congresista de la República
En 1994, decidió ser cofundador junto a Alejandro Toledo del partido Perú Posible y participó en 1995 como candidato al Congreso de la República sin tener éxito. Luego en las elecciones del año 2000. Saavedra logró ser elegido como congresista de la república, con 19,875 votos, para el periodo 2000-2005.
Para el inicio de este periodo, Saavedra tomó notoriedad ya que el 27 de julio del mismo año, cuando juró al cargo de congresista por primera vez, lo hizo "por Dios y por la plata" generando risas y polémicas.
Cuando Alberto Fujimori juramentó como presidente de la república para un tercer gobierno, Saavedra junto a los demás congresistas de oposición se retiraron del hemiciclo para luego participar en la histórica Marcha de los Cuatro Suyos liderada por Alejandro Toledo. Fue miembro de la Comisión Permanente (2000–2001) y de la Comisión de Turismo y Telecomunicaciones.
Tras hacerse público el primer Vladivideo donde se ve a Alberto Kouri recibiendo dinero de Vladimiro Montesinos, Fujimori reapareció en un mensaje televisivo anunciando nuevas elecciones generales para el año 2001 y luego anunció su renuncia mediante un fax. Saavedra apoyó la moción de vacancia presidencial contra Fujimori lo cual dio fin a la dictadura fujimorista y luego la transición de Valentín Paniagua.
Al culminar su primera gestión, Saavedra decidió postular a la reelección representando al departamento de Lambayeque con el mismo partido en las elecciones parlamentarias, logrando ser reelegido con 33,231 votos para un segundo periodo congresal. En estas mismas elecciones, su líder Alejandro Toledo resultó elegido como presidente de la república para el periodo 2001-2006.
En su segunda gestión, ejerció como miembro de la Comisión Agraria, de la Comisión de Economía y vicepresidente de la Comisión Investigadora de la influencia irregular ejercida durante el gobierno de Alberto Fujimori (1990-2000) sobre el Poder Judicial, el Ministerio Público y otros poderes e instituciones del Estado, vinculadas con la administración de justicia. También fue presidente a.i. del Parlamento Amazónico.
En marzo del 2005, fue criticado e investigado tras haber suplantado la votación de sus colegas parlamentarios que no se encontraban en el pleno del Congreso.
Durante las elecciones generales del año 2006, Saavedra estuvo como precandidato al Parlamento Andino por Perú Posible, sin embargo, su candidatura terminó por ser rechazada a pedido de Rafael Belaúnde Aubry, quien era precandidato presidencial de la chakana.

## Fallecimiento
Tras culminar su gestión como congresista, Gerado Saavedra falleció a los 55 años el 4 de septiembre del 2006, en un hospital ubicado en la ciudad de Chiclayo, víctima de un cáncer al pulmón.